# Ctenothrips frosti
Ctenothrips frosti är en insektsart som beskrevs av Dudley Moulton 1929. Ctenothrips frosti ingår i släktet Ctenothrips och familjen smaltripsar. Inga underarter finns listade i Catalogue of Life.